# 瑞典廣播電台回憶台
瑞典廣播電台回憶台（瑞典語：SR Minnen）是瑞典廣播電台一條已經不復存在的電台頻道，主要重播以往電台製作的廣播劇、有聲閱讀以及娛樂節目，並只能透過網上和數碼聲音廣播方式收聽。這條頻道於2004年5月17日正式開播，後來因為收聽率過低而在2013年或2014年下旬結束廣播，其員工大多轉移至第一套節目繼續工作。